# Municipalità di Sorell
La municipalità di Sorell è una delle 29 local government areas che si trovano in Tasmania, in Australia. Essa si estende su di una superficie di 582,6 chilometri quadrati ed ha una popolazione di 12.131 abitanti. La sede del consiglio si trova a Sorell.